# آلبی‌سور
آلبی‌سور (نام علمی: Albisaurus) نام یک سرده از کلاد سوسماریان است.